# Musée de la communication de Nuremberg
 (septembre 2017).
Si vous disposez d'ouvrages ou d'articles de référence ou si vous connaissez des sites web de qualité traitant du thème abordé ici, merci de compléter l'article en donnant les références utiles à sa vérifiabilité et en les liant à la section « Notes et références ».
Le Musée de la Communication de Nuremberg se trouve à l'adresse Lessingstraße 6, dans le bâtiment du Musée des transports de Nuremberg.

## Description
En novembre 2010 est présenté un nouveau design d'exposition qui fait de l'Homme et des communications le cœur de l'exposition, des premiers cris d'un nouveau-né à Internet. Dans quatre salles d'exposition, la communication avec les sons, les images, les écritures et à l'aide d'Internet. Le mécanisme de fonctionnement de 400 objets de communication sont présentés. Des activités pour les enfants comme pour les adultes sont organisées dans l'atelier d'écriture, au réseau pneumatique de poste ou dans le studio de modérateur de télévision.
Un élément clé de la conception de l'exposition est l'architecture particulière dédiée, dans chaque salle, pour mettre en avant le thème abordé.
Salle 1 – la Communication avec les sons
Ici, tout tourne autour de l'écoute et de la parole : La voix humaine, les cris d'animaux et le téléphone qui sonne ; les téléphones attendent les visiteurs. Afin de se concentrer sur l'ouï l'ambiance est tamisée.
Salle 2 – Communication avec les images
Lumineux, vert, quatre côtés – la deuxième pièce est totalement différent que la première. En effet, la communication comprend notamment les expressions faciales, les gestes et même les vêtements. Les images animées ont également un rôle à jouer : celui qui le souhaite peut se filmer dans le studio de télévision.
Salle 3 – Communication avec la Police
C'est de l'écriture qu'il est question dans la troisième salle. Elle offre une vue d'ensemble des moyens d'écritures depuis l'origine des lettres jusqu'au impressions secrètes. Écriture, sauvegarde des savoirs : tel est le slogan présent sur le mur de la bibliothèque. L'atelier d'écriture permet aux visiteurs d'utiliser la plume ou au crayon.
La poste intervient dans le transport des écrits. Le visiteur peut participer dans des véhicules jaunes, dans le métro ou dans le réseau pneumatique.
Salle 4 – Communications et logistique
La quatrième chambre se concentre sur le transport de l'écriture. S'ajoute à cela les marchandises, les colis et les paquets. Une miniature de la station d'emballage peut être visitée. De plus, est exposé le développement des réseaux électriques jusqu'au développement d'Internet.